# Turks

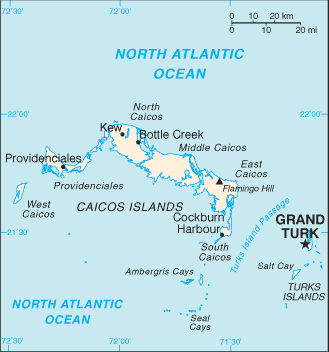
Mapa Turks a Caicos. Ostrovy Turks jsou v pravé části mapy.

Turks jsou menší ostrovní skupina, část zámořského území Spojeného království Turks a Caicos. Představují necelých 10 % jeho plochy a zahrnují méně než 20 % populace. Tvoří řetězec orientovaný ze severu na jih. Celková plocha je přibližně 26 km², populace činila v roce 2012 4939 obyvatel. Obydlené jsou pouze dva hlavní ostrovy. Nacházejí se v Atlantském oceánu severně od karibského ostrova Hispaniola a jsou součástí tzv. Lucayského souostroví, které zahrnuje nezávislý stát Bahamy a právě Turks a Caicos.

## Přehled ostrovů
Ostrovy větší než 1 km² zachycuje tabulka:
|   | ostrov     | anglicky   | min. rozloha (km²) | max. rozloha (km²) | délka (km) | šířka (km) | max.nadm. výška (m) | počet obyvatel | hustota zalidnění | největší sídlo | distrikt   | lokalizace                       |
| - | ---------- | ---------- | ------------------ | ------------------ | ---------- | ---------- | ------------------- | -------------- | ----------------- | -------------- | ---------- | -------------------------------- |
| 1 | Velký Turk | Grand Turk | 18,00              | 18,00              | 9,70       | 2,45       | 20                  | 4 831          | 268,39            | Cockburn Town  | Velký Turk | 21°27′30″ s. š., 71°8′19″ z. d.  |
| 2 | Salt Cay   | Salt Cay   | 7,10               | 7,10               | 5,63       | 1,98       | 14                  | 108            | 15,21             | Balfour Town   | Salt Cay   | 21°19′44″ s. š., 71°12′21″ z. d. |
| 3 | Cotton Cay | Cotton Cay | 1,13               | 1,13               | 2,10       | 0,50       | 6                   | 0              | 0,00              | -              | Salt Cay   | 21°21′47″ s. š., 71°9′24″ z. d.  |